# Amalia Ulman
Amalia Ulman (* 1989, Buenos Aires) je argentinská umělkyně se sídlem v New Yorku, jejíž praxe zahrnuje performance, instalace, fotografii, video a net-art díla.

## Život
Amalia Ulman se narodila v Buenos Aires v Argentině v roce 1989 a po emigraci se svou rodinou vyrostla v Gijónu ve španělské provincii Asturias. V roce 2009 odešla ze Španělska studovat na Central Saint Martins v Londýně, kterou absolvovala v roce 2011. V roce 2013 byla vážně zraněna při nehodě autobusu Greyhound, která jí způsobila trvalé zdravotní následky.
Od roku 2020 Ulman žije a pracuje v New Yorku.

## Práce
Její práce se zabývá otázkami třídy, pohlaví a sexuality. Ulman se zvláště zajímá o snadno dostupné umění middlebrow.
V roce 2012 představila Ulman sérii Profit | Decay, výstavu pořádanou s Katjou Novitskovou v galerii Arcadia Missa v Londýně.
V dubnu 2013 představila svou první videoesej Buyer, Walker, Rover jako přednášku prostřednictvím Skype v Regionálním státním archivu v Göteborgu.
V roce 2014 představila dvě samostatné výstavy v LA, CA, Used & New v Los Angeles a Delicious Works ve společnosti Smart Objects, také v LA. Představila také samostatnou výstavu Baby Footprints Crow's Feet v Ellis King v Dublinu.
Ve stejném roce zahájila Ulman čtyřměsíční performanci „Excellences & Perfections“ na svém účtu Instagram. Prostřednictvím svých příspěvků si Ulman vymyslela fiktivní postavu, jejíž příběh se odehrával ve třech různých epizodách které ji představovaly jako tři různé osobnosti: „roztomilá dívka“, poté „dívka sugar babe“ a nakonec „bohyně života“. „Myšlenkou bylo přinést beletrii na platformu, která byla navržena pro údajně„ autentické “chování, interakce a obsah. Záměrem bylo dokázat, jak snadno lze publikum manipulovat pomocí běžných archetypů a postav, které už dříve viděli.“  Ulmanovy selfie z Instagramu byly převážně pořízeny vkrádáním se do hotelů a restaurací v Los Angeles a zveřejňovány jako by dokumentovali její skutečný život.
Výstava umělkyně Excellences and Perfections se v průběhu celého procesu setkala s nespokojenou zpětnou vazbou. Výstava Ulmanové, která měla ukázat přítomnost genderové a sexuální politiky na sociálních médiích, vyvolala pobouření u mnoha kritiků, kteří říkali, že Ulman zahodila svou kariéru. Teprve po skončení výstavy, která byla signalizována příspěvkem Instagramu na černobílém obrázku růže s titulkem „konec“, začala Ulman dostávat o své práci na této výstavě pozitivní zpětnou vazbu. Projekt Excellences and Perfections byla později vybrána jako součást výstavy Electronic Superhighway Exhibition v Whitechapel Gallery v roce 2016.
V říjnu 2014, během Frieze Art Fair, Ulman představila samostatnou výstavu The Destruction of Experience na Evelyn Yard v Londýně. Pro výstavu Ulman natočila video „The Future Ahead“, esej o dospívání Justina Biebera z andělského teenagera na hetero-normativního bílého muže“.
V lednu 2015 představila autorka Stock Images of War, svou první samostatnou výstavu v New Yorku v Galerii Jamese Fuentese. Skládala se z pohlcující instalace složené z dvanácti jednoduchých drátěných plastik, z nichž každá byla podle jiného měsíce v roce - tj. „Válka v lednu“, „Válka v únoru“ atd.
Ke konci téhož roku zahájila Ulman svou druhou performanci na Instagramu Privilege, která trvala přes rok a skončila krátce po amerických prezidentských volbách v roce 2016. Na rozdíl od Excellences & Perfections, kde Ulman představovala zcela fiktivní postavu, v projektu Privilege umělkyně představovala přehnanou verzi sebe sama a multiplikovala svou skutečnou identitu, která se odehrávala většinou v prostředí firemní kanceláře. Během performance vytvořila Ulman rozmanitou škálu vizuálních materiálů od karikatur ve stylu New Yorker, které zkoumají myšlenky třídy a vkusu, až po krátká memetická videa a obrázky odvozené z kancelářské kultury a kulturního klimatu své doby. Ústředním bodem představení byly představy o nejednoznačnosti a očekávání, jejichž příkladem bylo především vybudování fiktivního těhotenství Ulmanové a také představení tajemného holuba jménem Bob, který oscikloval mezi skutečným a falešným zvířetem, koníčkem a posedlostí umělkyně a mezi společníkem a protagonistou.
V roce 2016 byl program Excellences and Perfections vybrán jako součást skupinové výstavy Performing for the Camera v Tate Modern v Londýně (18. února - 12. června 2016). Výstava, která zkoumala vztah mezi fotografií a performancí, spojila více než 500 děl z období 150 let od vynálezu fotografie v 19. století až po selfie -kulturu dneška. Prostřednictvím projektu Ulmanové založeného na Instagramu byla sociální média zkoumána v historickém kontextu fotografických performancí. Instalace byla také součástí výstavy Electronic Highway v Whitechapel Gallery v Londýně.
V roce 2018 autorka vydala knihu Excellences & Perfections ve vydavatelství Prestel. Zahrnuje příspěvky na Instagramu, které použila pro projekt, a eseje německého umělkyně Hity Steyerl, editora Roba Horninga a dalších.

## Samostatné výstavy
- 2012: Savings & Shelves, Headquarters, Zurich[37]
- 2012: Overcome, cleanse, Galeria Adriana Suarez, Gijon[38]
- 2013: Promise a Future, Marbriers 4, Geneva[39]
- 2013: Moist Forever, Future Gallery, Berlin[40]
- 2013: Ethira, Arcadia Missa, Londýn[41]
- 2014: Used & New, Ltd, Los Angeles[13]
- 2014: Delicious Works, Smart Objects, Los Angeles
- 2014: Babyfootprints Crow's Feet, Ellis King, Dublin[42]
- 2014: The Destruction of Experience, Evelyn Yard Gallery, Londýn[25]
- 2015: Stock Images of War, James Fuentes Gallery, New York City[27]
- 2015: International House Of Cozy, Showroom MAMA, Rotterdam[43]
- 2016: Reputation, New Galerie, Paris[44][45][46]
- 2016: Labour Dance, Arcadia Missa, Londýn[41]
- 2017: Dignity, James Fuentes Gallery, New York City[47][48]
- 2017: Intolerance, BARRO, Buenos Aires[49]
- 2017: Monday Cartoons, Deborah Schamoni, Munich[50]
- 2017: Atchoum!, Galerie Sympa, Figeac[51]
- 2017: New World 1717, Rockbund Art Museum, Shanghai[52]